# 贝纳马尔戈萨
贝纳马尔戈萨，是西班牙安达卢西亚自治区马拉加省的一个市镇。 总面积12平方公里，总人口1517人（2001年），人口密度126人/平方公里。